# Pierre Choinard

a Compétitions nationales et continentales officielles uniquement.

Pierre Choinard, né le 12 novembre 1991 à Avranches, est un joueur français de rugby à XV qui évolue au poste de pilier.

## Biographie

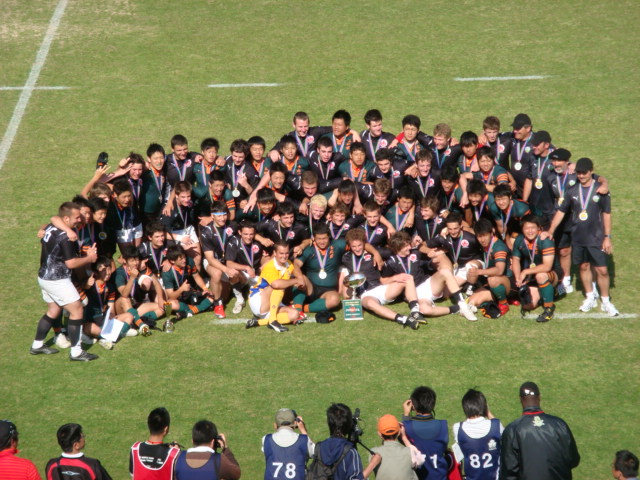
Pierre Choinard et ses coéquipiers (en noir), ici auprès des joueurs du lycée de Munakata (en vert), remportent le Sanix World Rugby Youth Tournament en 2009.

Natif d'Avranches, Pierre Choinard est formé par le Peyrehorade sports, avant de rejoindre l'US Dax en catégorie cadets.
Il participe pendant sa scolarité au Sanix World Rugby Youth Tournament (en) en 2009, un tournoi rassemblant les meilleurs lycées japonais ainsi que des lycées des grandes nations du rugby pour une Coupe du monde scolaire organisée sur le sol japonais. Avec le Dax Landes High School qui représente le lycée Borda, il remporte cette édition.
Après être passé par le pôle espoirs de Bayonne, il intègre le centre de formation lors de la saison 2009-2010, au poste de pilier gauche, puis dispute son premier match professionnel en mai 2013. Après cinq saisons de formation, Choinard signe son premier contrat professionnel à l'intersaison 2014, d'une durée de deux ans,. Il est prolongé à la fin de la saison 2015-2016 pour deux saisons supplémentaires.
Au terme de son contrat, et après la relégation du club dacquois en Fédérale 1 à l'issue de la saison 2017-2018, Choinard rejoint l'US bressane tout juste promue en Pro D2, signant un contrat d'une année plus une optionnelle.
Néanmoins, après une saison conclue par la relégation du club bressan, il choisit de mettre un terme à sa carrière de joueur.